# 聖布魯諾站 (加州列車)
圣布鲁诺站（英語：San Bruno Station）位于美国加利福尼亚州圣布鲁诺，是加州列车（Caltrain）的车站之一。该站为旧金山、圣马刁县和圣克拉拉县的通勤者提供服务。